# 小分林
小分林，原寫為小份林，是臺灣新竹縣北埔鄉的一個傳統地域名稱，位於該鄉中部偏南。相較於今日行政區，其範圍大致為豐鄉村的西北大半部。

## 歷史
台灣清治末期至日治初期，小分林地區為一街庄，稱為「小份林庄」，隸屬於竹北一堡。該庄北與北埔庄為鄰，東與大湖庄為鄰，南邊為大坪庄，西邊為南埔庄。
1901年（日治明治三十四年）11月，全台廢縣廳改設二十廳，該庄隸屬於新竹廳。1909年（明治四十二年）10月，合併二十廳為十二廳，該庄隸屬不變。1920年（大正九年），廢十二廳改設五州二廳，該庄改制並雅化為「小分林」大字，隸屬於新竹州竹東郡北埔庄。
戰後北埔庄改制為北埔鄉，隸屬於新竹縣，大字亦改制為村。1950年桃、竹、苗分治，北埔鄉隸屬不變。

## 交通
鄉道竹37線（大林街）是上面盆寮至內大坪的道路，大致以縱向蜿蜒經過本地區西北部，向北經北埔市區可前往上面盆寮並止於鄉道竹45線，向南可前往大分林、內大坪並止於內豐石橋。
鄉道竹39線是北埔市區經下大湖至小分林再回到北埔市區的道路，大致以柄朝西北、開口朝東北的瓢子形經過小分林地區，自該道路在本地區東南端向東北轉北經下大湖可前往北埔市區東南部，自該道路在本地區西北端向北可前往北埔市區西南部。